# Reydon (Oklahoma)
Reydon város az Amerikai Egyesült Államok Oklahoma államában, Roger Mills megyében. Lakosainak száma 137 fő (2020. április 1.).

## Népesség
A település népességének változása:

| 2010 | 210 |
| 2020 | 137 |